# Fame Ketover
Fame Ketover (27 de septiembre de 1980) es un exjugador profesional de tenis costarricense.
Ketover alcanzó el puesto n.º 1474 del ranking mundial ATP en dobles el 6 de agosto de 2001. Además de su carrera en el ATP, Ketover era conocido como "sparring" o "hitting partner" (compañero de peloteo) de importantes jugadores como Venus Williams, Serena Williams, Björn Borg, John McEnroe y Martina Navratilova.